# Nunivak Island

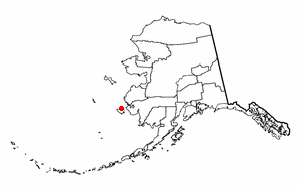
Alaska - Lokaliseringskarta.

Nunivak Island är den andra största ön i Berings hav, och är en vulkanisk ö som är täckt av permafrost. Den ligger omkring 48 kilometer från Yukonflodens delta och tillhör den amerikanska delstaten Alaska.
Ön har en yta på  4 226,78 km², och är därmed USA:s åttonde största ö. Den har enligt 2000 års folkräkning en befolkning på 210 invånare, och hela befolkningen bor i staden Mekoryuk på öns nordkust.

## Befolkning

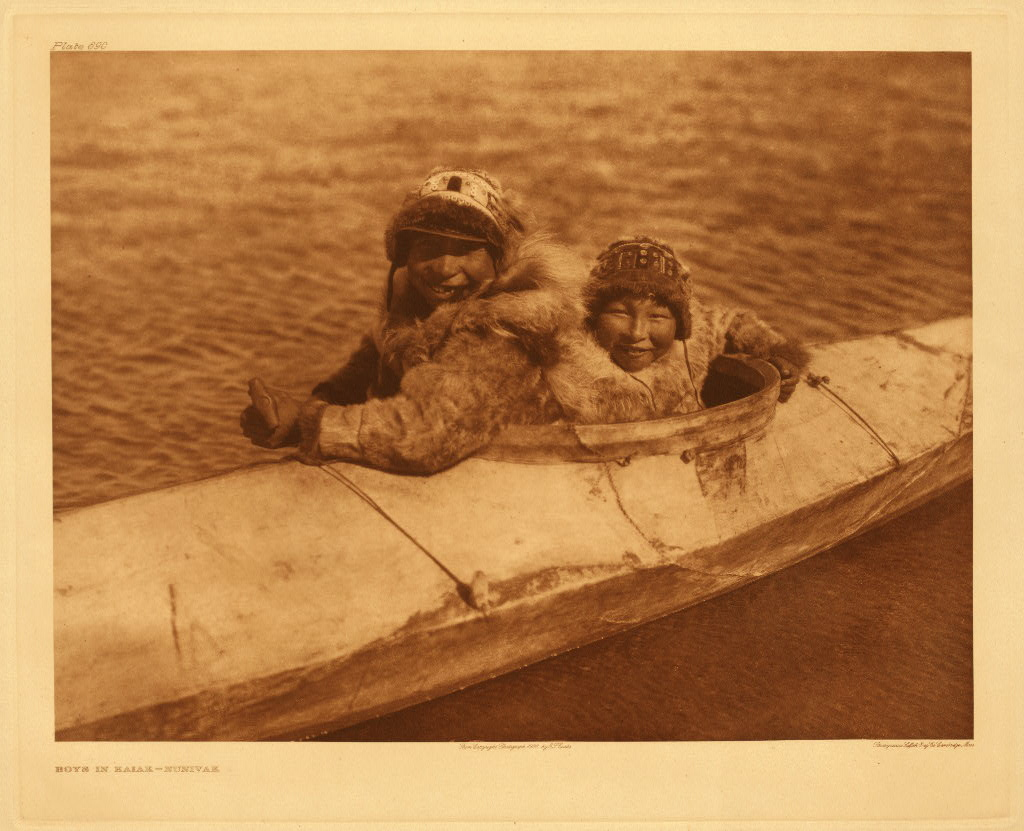
Pojkar i kajak, fotograferade av Edward S. Curtis 1930.

Nunivak har bara en fast bosättning, och det är Mekoryuk på öns nordkust. Enligt 1880 års folkräkning hade ön 702 invånare i nio olika byar på ön. En epidemi år 1900 decimerade befolkningen och emigration gör att befolkningen hålls nere.
Nästan samtliga invånare tillhör eskimåfolket yup'ik. Flera äldre öbor brukar folkets gamla språk som förstaspråk, samtidigt som språket är på väg att uppleva en återfödelse hos yngre. I princip alla öbor talar även engelska. Nunivakbornas huvudsakliga näring är jakt, men även industriellt fiske förekommer.

## Geologi och naturhistoria
Nunivak Island är ursprungligen en vulkanisk ö, och största delen av ön domineras av en vulkanisk platå som står 160 meter över havsytan. På ön finns omkring 60 vulkaner och fyra maarer. Vulkanutbrott har förekommit under fem perioder under de senaste 6,1 miljoner åren. De första inträffade under pleistocen men fortsatte även under holocen.
Landskapet präglas av tundra, och de största träden är små videnträd som inte blir högre än max 1,2 meter. Mer än 40 floder dränerar tundran, laguner ringar in östra och södra kusten, och höga vulkaniska klippor den nordvästra.
Åtminstone 89 flyttfågelarter har tillfälliga hem på Nunivak Island, inklusive flera utrotningshotade arter. Under sommaren fungerar alla öns kuster som parningsplatser.
Sedan förhistorien har ön haft en hjord ren, men dessa utrotades då skjutvapen introducerades på ön under sent 1800- och tidigt 1900-tal. Ren och myskoxe introducerades på nytt på ön under 1930- och 1940-talen.